# 阿羅哈客運

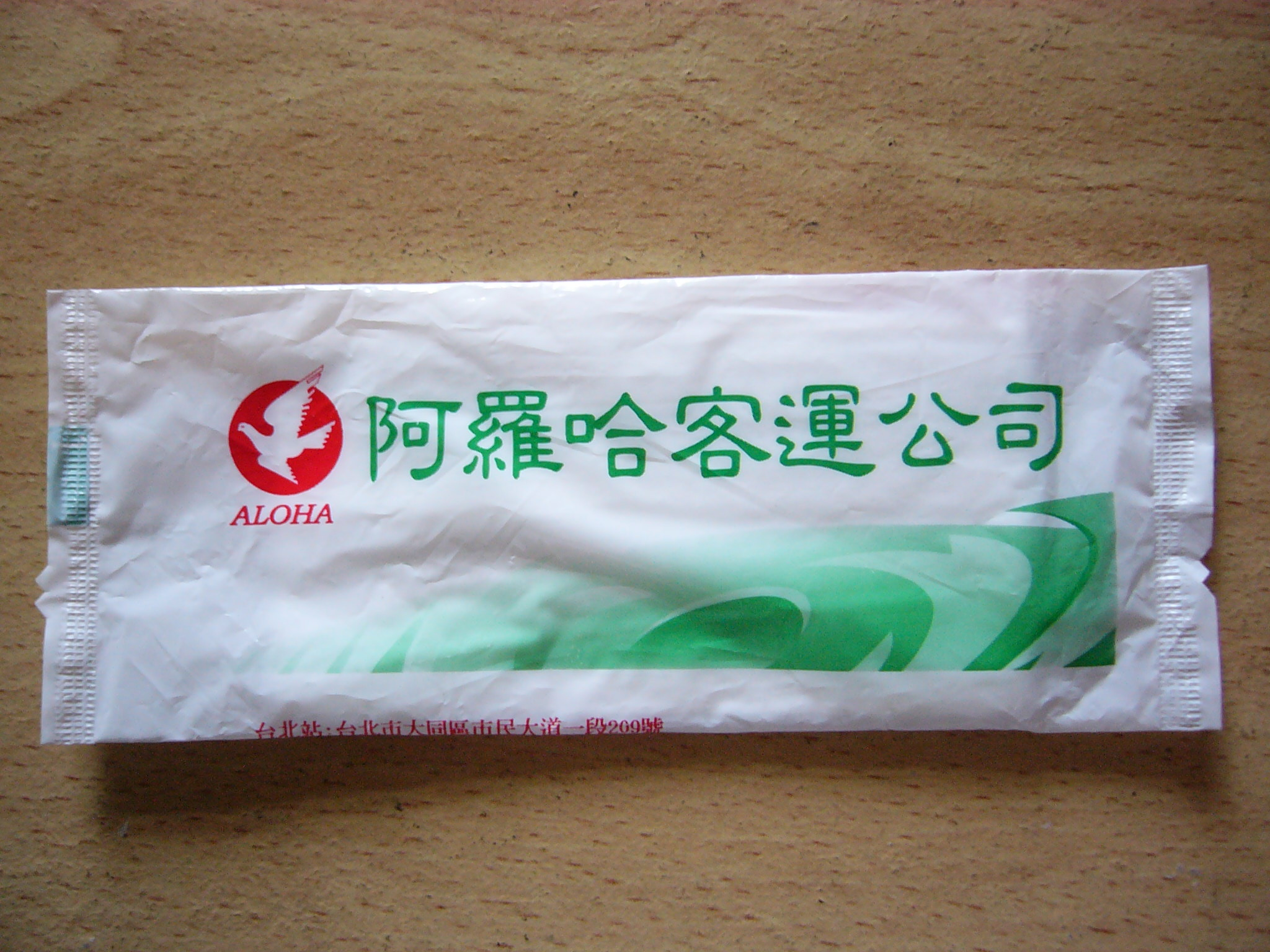
阿羅哈客運的濕紙巾

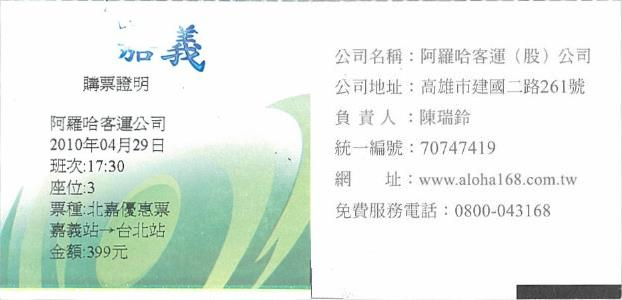
阿羅哈客運購票證明；左為正面，右為背面

阿羅哈客運股份有限公司（英語：Aloha Bus Company, Ltd.），簡稱阿羅哈客運。是一間已經停業的國道客運公司。

## 歷史
1995年：中華民國交通部開放民間客運業者申請國道客運路線經營權，阿羅哈客運於1998年、1999年間獲得臺北－高雄、臺北－嘉義的國道客運路線經營權。
2003年7月：各家媒體對國道客運進行大突襲，阿羅哈客運無論是在等車環境、整體的服務品質、駕駛的行車、行車安全性或是專家的推薦方面，皆獲得最高分的評價。
2004年11月：交通部公路總局公布國道客運評鑑，阿羅哈客運僅拿下乙等。阿羅哈客運質疑評鑑結果，認為自家公司完全沒有死亡車禍、且多家媒體皆評定其第一，對此結果感到納悶並上訴臺灣高等法院。
2007年7月：網站更新啟用，並於進入網站前動畫搭配主題曲〈See You阿羅哈〉。
2007年11月：於新聞媒體前公告將於隔年一月於超商提供售票服務，最晚在發車前30分鐘購買當天車票、劃位或預購節日車票且免收手續費。
2009年3月加入臺中市公車，新增台中市公車18路路線營運。
2010年11月16日：與國光客運及統聯客運聯合刊登報紙半版廣告，指控和欣客運無臺北-高雄路權、違規經營北高路線。
2013年，因台中市公車18路連年虧損，因此改由統聯客運營運。
2017年7月4日：新版官方網站正式啟用，與前次網站更新相隔10年，新版網站可於進行線上訂票及劃位，採會員制，每班次僅提供4個座位供網路訂票。
2017年9月18日：凡官網與電話訂購之車票可開始至統一超商各門市之ibon生活便利站取票。
2017年10月：曾是當時台灣唯一仍有編制車掌小姐隨車服務的國道客運公司，在2017年10月廢除車掌小姐，自此台灣最後一家國道客運公司車掌小姐正式走入歷史。
2017年10月18日：可開始至統一超商各門市之ibon生活便利站購票，原定2008年啟用之超商購票服務計畫至今實現，ibon訂票可開放全車座位，網路訂票每班次則僅開放4個座位。
2017年11月：推出全國首創「寵物專車」，打破以往毛小孩只能跟行李放置在下層，寵物專車可以將寵物放在位置旁。 
2018年2月6日：網站更新，首頁側邊加入班次查詢表，可直接選擇日期與路線搜尋班次，每班次開放座位於上月提高至6個(原4個)。
2018年4月：網路訂票開放可預約全車座位。
2018年5月7日：網路訂票系統啟動線上刷卡付款服務。
2020年7月1日：3777路線（新北板橋轉運站—香山轉運站）停駛。
2021年7月21日：阿羅哈客運表示，因2019冠狀病毒病臺灣疫情嚴重，3888路線（台北—嘉義）暫時停駛。
2021年8月11日：公告3888路線於同月20日復駛
2021年12月1日：因受到2019新型冠状病毒病毒疫情影響，造成營運虧損，於12月3日召開股東臨時會後決定，預計於12月14日零時起暫停營運。
2021年12月13日：原訂2021年12月14日起暫時停止營運，但於本日臨時宣布經2021年12月10日臨時董事會決議通過，2021年12月14日繼續照常營運。
2022年2月10日，阿羅哈客運宣佈由於之前宣佈不停駛以來，僅餘之兩條路線平均載運人數仍不理想，嚴重入不敷出。加上新冠肺炎Omicron變異株，已持續影響民眾選搭國道客運意願。公司不得不再次決定於同年2月18日深夜24時起停業並停駛各班次。交通部公路總局高雄市區監理所則發布新聞稿表示，該年春節後，阿羅哈客運再受疫情影響、資金調度及營運持續虧損等困境，阿羅哈客運董事會決議19日起全面停駛一年，期間未申請復駛就是歇業。
2022年8月底，阿羅哈客運轉型成遊覽車公司，提供包車服務。

## 場站地址
| 站名           | 備註                   |
| -------------- | ---------------------- |
| 臺北站         | 臺北轉運站             |
| 中華路下客站   |                        |
| 新莊站         | 捷運新北產業園區站附近 |
| 五股下客站     | 五股交流道旁           |
| 林口站         | 林口交流道旁           |
| 桃園站         | 經國轉運站             |
| 新竹站         | 新竹交流道旁           |
| 朝馬站         | 朝馬轉運站             |
| 斗南站         | 斗南交流道旁(暫停售票) |
| 大林站         | 大林交流道旁           |
| 嘉義站         | 嘉義轉運站             |
| 岡山站         | 岡山交流道旁           |
| 楠梓站         | 楠梓交流道旁           |
| 九如站         | 高雄交流道旁           |
| 民族下客站     |                        |
| 高雄站(建國站) | 高雄火車站前           |

## 經營路線
- 國道客運路線

| 路線編號 | 營運區間      | 備註                                                                                                |
| -------- | ------------- | --------------------------------------------------------------------------------------------------- |
| 3777     | 板橋-新竹香山 | 沿途經中和站、新竹站(交大站)、清大站、新竹轉運站，香山轉運站(中華大學)；3777A 以新竹轉運站為起/終點 |
| 3888     | 台北-嘉義     | 部分班次經林口、桃園、新竹、臺中（朝馬）、斗南、大林                                                |
| 3999     | 台北-高雄     | 部分班次經林口、桃園、新竹、臺中（朝馬）、岡山、楠梓                                                |

## 主題曲
- 歌名：See you阿羅哈
- 演唱者：黃妃
- 填詞者：武雄
- 作曲者：曾世揚
- 收錄專輯：非常妃
- 唱片公司：亞律音樂

## 相片集

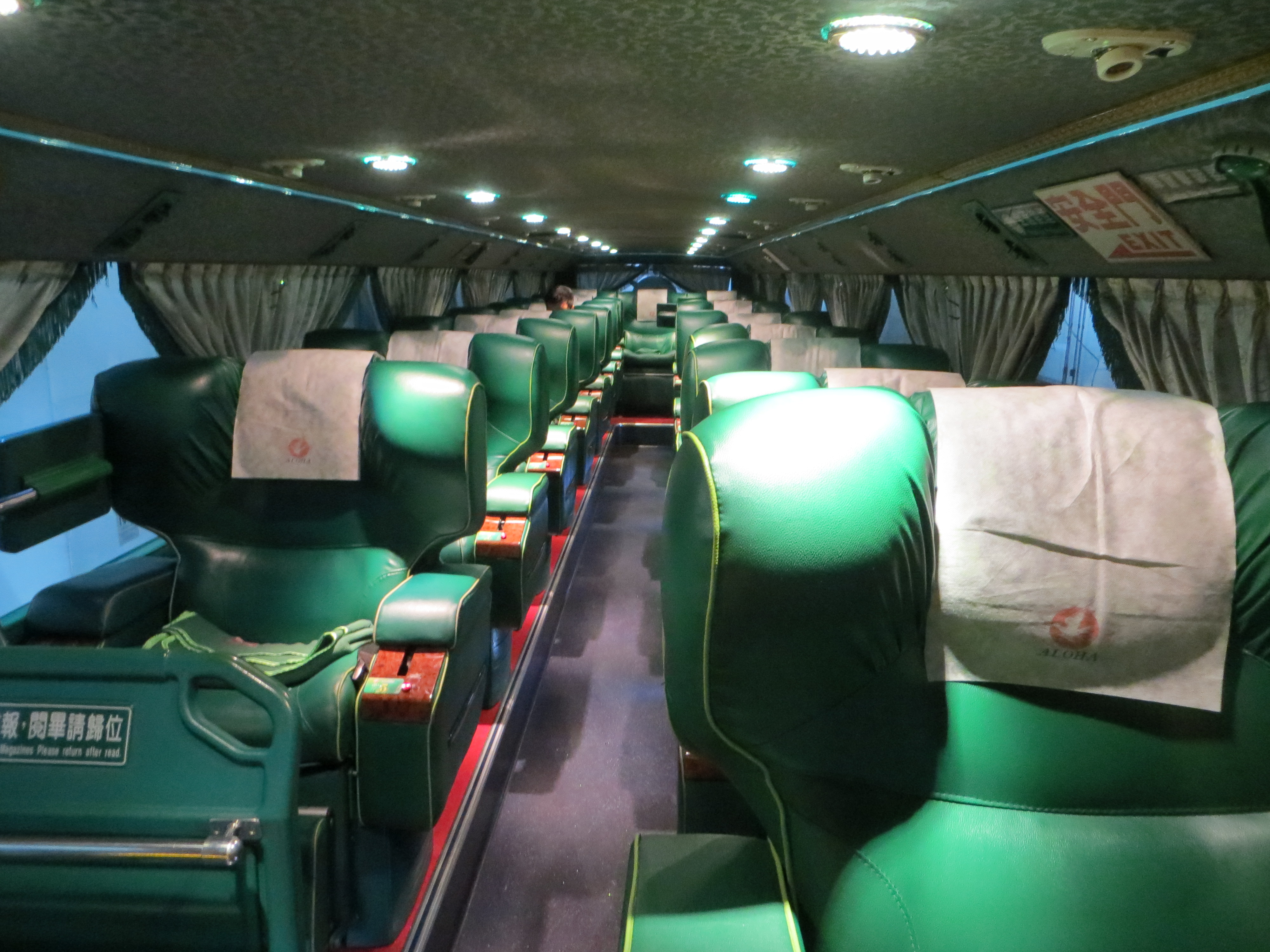
阿羅哈客運二排座「總統椅」實景
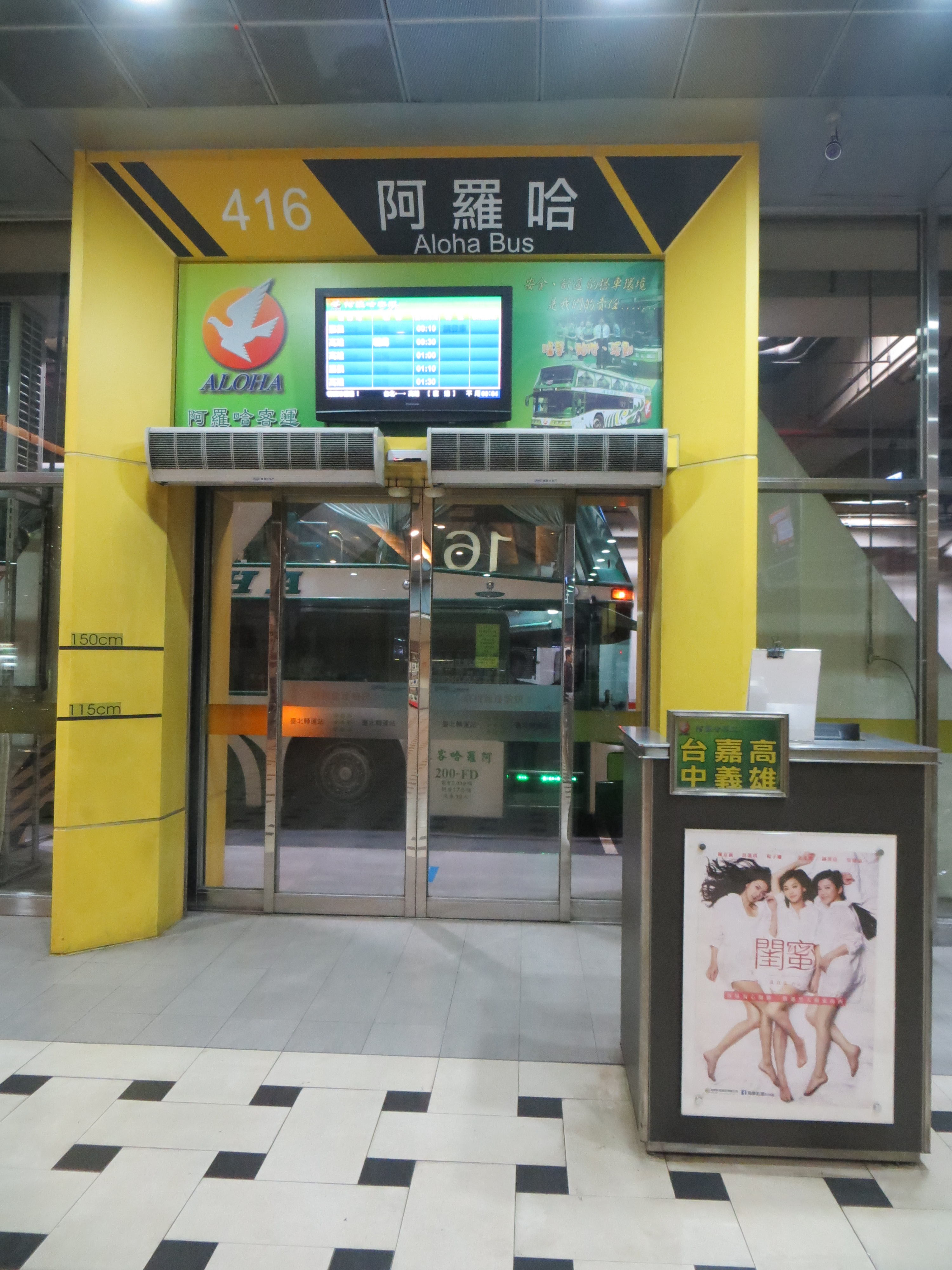
阿羅哈在台北轉運站的上車月台
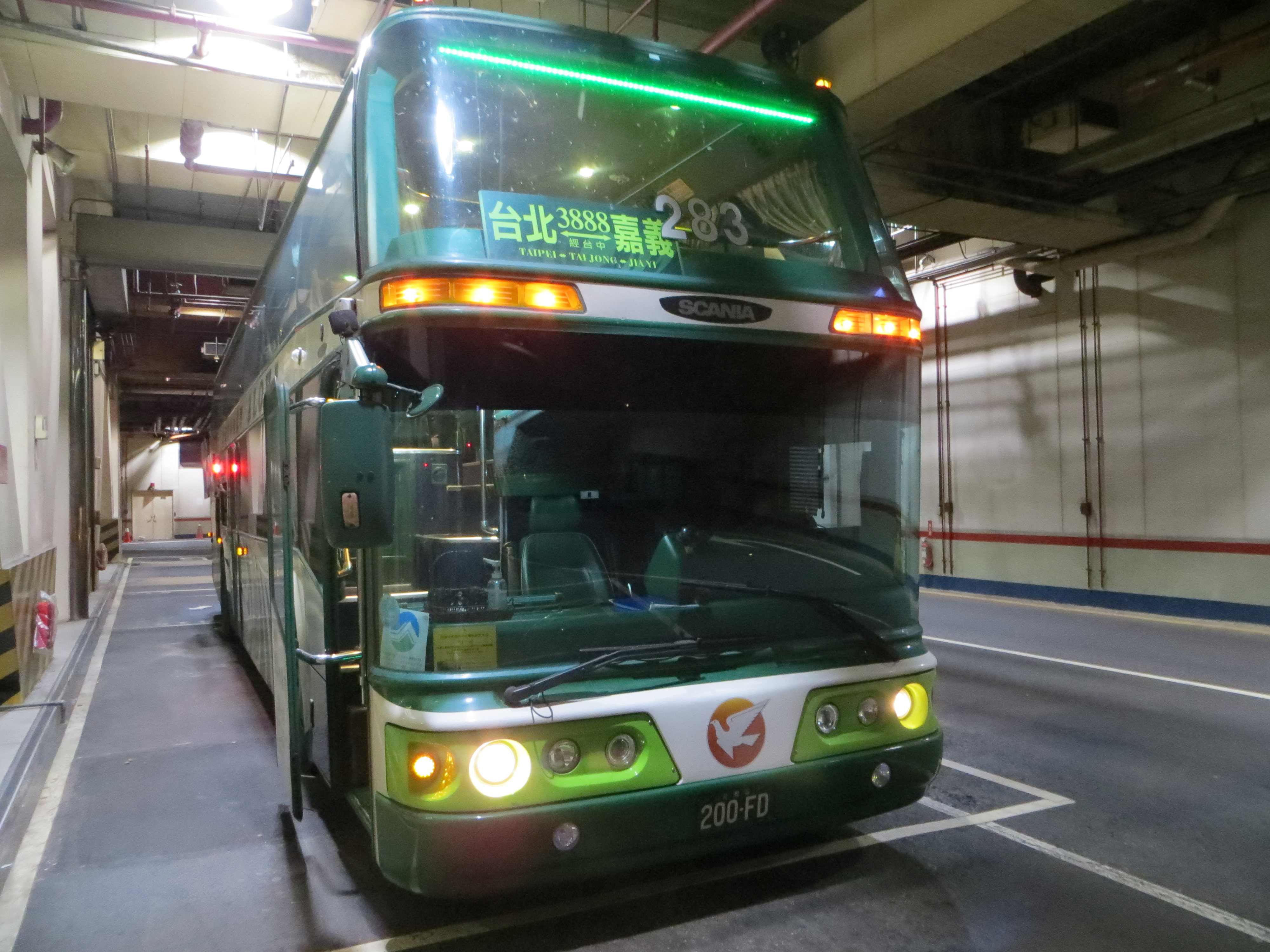
台北轉運站內的200-FD

## 事故

### 2017年高雄衝撞事故
2017年9月11日約23時46分：阿羅哈客運深夜在中山高高雄岡山段發生衝撞事故，因司機低頭翻找物品，未注意前方車況，為閃避前車，急切內線車道而失控撞上分隔島，車子的玻璃被撞碎，導致6名乘客被拋出車外致死，司機與十餘名乘客受傷。

### 2019年彰化翻覆事故
2019年6月10日晚間9時50分：阿羅哈客運在國道1號南下205公里彰化路段，因司機精神不濟，發生車輛衝出邊坡翻覆事故，造成3人死亡、13人受傷。

## 外部連結
- 阿羅哈客運公司 （页面存档备份，存于）（繁體中文）
- 阿羅哈客運的Facebook專頁
- YouTube上的"阿羅哈客運 3999 線路 國道1號 中山高速公路 台北轉運站 - 高雄建國站 路程景 Aloha Bus"